# Altuna landskommun
Altuna landskommun var en tidigare kommun i Västmanlands län.

## Administrativ historik
Kommunen inrättades i Altuna socken i Simtuna härad i Uppland när 1862 års kommunalförordningar trädde i kraft den 1 januari 1863.
Vid den landsomfattande kommunreformen 1952 gick den upp i Fjärdhundra landskommun. 
Sedan 1971 tillhör området Enköpings kommun.

## Politik

### Mandatfördelning i Altuna landskommun 1938-1946
| 8 | 3 | 2 | 2 |

| 15 |

| 7 | 5 | 3 |

| 15 |

| 7 | 6 | 2 |

| 15 |